# Absolute Geometrie
Als absolute Geometrie im engsten Sinn wird die Gesamtheit der geometrischen Sätze über einen dreidimensionalen Raum bezeichnet, die man allein aufgrund der Axiome der Verknüpfung (Inzidenzaxiomen) (H-I), der Anordnung (H-II), der Kongruenz (H-III) und der Stetigkeit (H-V) – also ohne das Parallelenaxiom – herleiten kann. Die in Klammern genannten Bezeichnungen sind hier Axiomengruppe I, II, III und V in Hilberts Axiomensystem der euklidischen Geometrie. In einem weiteren Sinne zählt man auch zweidimensionale Modelle, die den Axiomengruppen H-I bis H-III in ihrer zweidimensionalen Form genügen, die sogenannten Hilbert-Ebenen, zur absoluten Geometrie, dies sind (in den Hauptfällen) euklidische oder hyperbolische Ebenen über pythagoreischen Körpern.
Es handelt sich also um die Menge der Sätze, die sowohl in der euklidischen Geometrie als auch in den nichteuklidischen Geometrien Gültigkeit haben, oder anders ausgedrückt um den „gemeinsamen Unterbau“ dieser Geometrien.
Beispielsweise gehören einige Kongruenzsätze zur absoluten Geometrie, der Satz über die Winkelsumme im Dreieck und der Satz des Pythagoras jedoch nicht. In Euklids Elementen werden die ersten 28 Sätze ohne das Parallelenaxiom bewiesen und zählen somit zur absoluten Geometrie im engeren Sinn.

## Geschichte
Der Begriff „absolute Geometrie“ geht auf einen der Begründer der nichteuklidischen Geometrien, den ungarischen Mathematiker János Bolyai zurück. Dieser beschäftigte sich um 1830 mit der Frage der Unabhängigkeit des Parallelenaxioms von den anderen Axiomen der euklidischen Geometrie, wie sie in dem Werk Elemente von Euklid formuliert sind. Neben Carl Friedrich Gauß fand Bolyai als erster ein Modell für eine nichteuklidische Geometrie, genauer eine hyperbolische Geometrie.
Da die Axiomatik Euklids modernen mathematischen Ansprüchen nicht genügte, wurde die Diskussion über absolute und nichteuklidische Geometrie erst durch Hilberts Axiomensystem der euklidischen Geometrie 1899 auf eine tragfähige Grundlage gestellt. Auf dieser Grundlage begründete Johannes Hjelmslev 1907 die Theorie der Hilbert-Ebenen. Max Dehn nannte 1926 diese axiomatische Begründung der absoluten Geometrie durch Hjelmslev „den höchsten Punkt, den die moderne Mathematik über Euklid hinausgehend in der Begründung der Elementargeometrie erreicht hat“. Damals besaß man aber noch keinen Überblick über die Modelle für diese Ebenen. Im Jahr 1960 konnte W. Pejas alle Hilbert-Ebenen algebraisch beschreiben und damit diese klassische Theorie, die absolute Geometrie im engeren Sinn, zu einem gewissen Abschluss bringen. Alle Hilbertebenen sind in den Hauptfällen entweder euklidisch oder hyperbolisch.
Hjelmslev selbst verallgemeinerte in den Jahren 1929–1949 die absolute Geometrie mit seiner „Allgemeinen Kongruenzlehre“ zu einer Geometrie der Spiegelungen. Die Grundidee ist dabei, anstelle von Axiomen über Punkte und Geraden Axiome über die Bewegungsgruppe zugrunde zu legen. Auf dieser Grundidee baut Friedrich Bachmann mit seinem „Aufbau der Geometrie aus dem Spiegelungsbegriff“ auf. Dies führt bei ihm zum Begriff der metrischen absoluten Geometrie. Endliche Modelle dieser Geometrie sind immer euklidisch, unendliche Modelle können in den Hauptfällen euklidisch, hyperbolisch oder elliptisch oder auch unter leicht abgeschwächten Bedingungen minkowskisch sein. Jede ebene oder räumliche metrische absolute Geometrie lässt sich in eine durch sie bestimmte projektiv-metrische Geometrie der entsprechenden Dimension einbetten.

## Axiomatik
Es existiert keine allgemein anerkannte Axiomatik der absoluten Geometrie. Die in der Einleitung genannten Hilbertschen Axiome ohne Parallelenaxiom werden oft als Diskussionsgrundlage verwendet, wobei dann einzelne Axiome abgeschwächt oder ganz weggelassen werden. Historisch bedingt ist das dadurch, dass die ganze Theorie ihren Ausgangspunkt in der Diskussion des Parallelenaxioms und seiner Unabhängigkeit bei Euklid hatte. Und die bekannteste moderne Axiomatik im Sinne Euklids war und ist die Hilbertsche.
Ein wörtliches Zitat von Bachmann dazu:
„Während etwa durch das Hilbertsche Axiomensystem der euklidischen Geometrie die axiomatische Fundierung einer seit langem erforschten Theorie vollzogen wurde, gibt es nicht eine so fest umrissene Theorie, deren Axiomatisierung durch unser Axiomensystem geleistet werden soll. ...“
Alle wesentlichen Unterschiede zwischen einer Geometrie mit Parallelenaxiom und einer ohne (Nichteuklidische Geometrie) treten bereits in zwei Dimensionen vergleichbar zu höheren Dimensionen auf – ganz anders als bei der ebenfalls in der Geometrie seit dem 19. Jahrhundert diskutierten Problematik des Satzes von Desargues, der eben nur in zweidimensionalen Räumen unabhängig von den üblichen Axiomen ist. Daher beschränken sich viele Axiomensysteme auf den ebenen Fall. Dann werden von den Inzidenzaxiomen (H-I) einige überflüssig und man kann sich auf I-1 bis I-3 beschränken:

### Inzidenzaxiome für eine Ebene
- I.1. Zwei voneinander verschiedene Punkte P und Q bestimmen stets eine Gerade g.
- I.2. Irgend zwei voneinander verschiedene Punkte einer Geraden bestimmen diese Gerade.
- I.3. Auf einer Geraden gibt es stets wenigstens zwei Punkte, in einer Ebene gibt es stets wenigstens drei nicht auf einer Geraden gelegene Punkte.

Dies sind Existenz und Eindeutigkeit der Verbindungsgeraden und ein Reichhaltigkeitsaxiom – es ist klar, dass dieses „absolute Minimum für eine absolute Geometrie“ noch zu allgemein ist.

### Anordnung und Kongruenz
Daher werden in der Regel noch Axiome aus den Gruppen II (Anordnung) und III (Kongruenz) hinzugenommen. Die volle Axiomengruppe II der Anordnung schließt elliptische Ebenen aus. Das Problem der Kongruenz lässt sich durch die Idee umgehen, dass man statt der Deckungsgleichheit (von Figuren der Ebene) die Gruppe der Kongruenzabbildungen als durch Spiegelungen erzeugte Gruppe beschreibt. Dies eben ist die Grundidee der im geschichtlichen Abschnitt dieses Artikels genannten Geometrie der Spiegelungen von Hjelmslev. Ein neueres Axiomensystem, das der absoluten Geometrie formal nur Axiome über Spiegelungen und die von Spiegelungen erzeugte Gruppe zugrunde legt, ist die metrische absolute Geometrie.

### Axiome des Zirkels
Hilberts Axiome der Stetigkeit (Gruppe V bei Hilbert) werden in der absoluten Geometrie oft nicht gefordert (zum Beispiel bei Hjelmslev) oder durch schwächere Axiome des Zirkels ersetzt. Damit können in der absoluten Geometrie die gleichen Konstruktionen mit Zirkel und Lineal ausgeführt werden, wie wenn die Axiome der Stetigkeit gefordert werden. Im Spezialfall der euklidischen Geometrie (mit Parallelenaxiom) entspricht dies der Verallgemeinerung vom gewöhnlichen euklidischen Raum über den reellen Zahlen, in dem beliebige stetige „Linien“ sich schneiden, wenn sie es anschaulich tun sollten, zu einem Raum über einem euklidischen Körper, in dem dies für Kegelschnitte, also insbesondere für Kreise und Geraden gilt.